# 네덜란드 고어 격변화
현대 네덜란드어(Dutch)는 격(grammatical case)이 존재하지 않고, 명사는 단수형과 복수형만 존재한다. 이전 시기에 사용하던 격의 곡용(曲用, declension)의 흔적은 현대 네덜란드어에 많이 남아있신 하지만, 이러한 곡용의 용례는 거의 사용되지 않고 있다. 속격(genitive)만은 여전히 사용하고 있다. 16세기에 이르러, 구어에서 격 체계(case system)는 이미 붕괴된 것으로 보이지만, 문어에서는 1946~1947년까지 격 체계가 존재하였다. 여기서는 1946~1947년까지 사용한 네덜란드어 격 체계를 다룬다. 현대 네덜란드어 문법은 네덜란드어 문법(Dutch grammar) 항목 참조. 또한 네덜란드어 정서법 역사(History of Dutch orthography) 참조.

## 격의 활용
네덜란드어의 격은 주격(nominative), 속격(genitive), 여격(dative), 대격(accusative) 네 가지이다. 네 격은 중세 네덜란드어(Middle Dutch)에서는 존재하였으나, 근세 네덜란드어(early modern Dutch)에서는 소멸하였다. 17세기 이후 문법학자들은 격 체계를 살리려고 노력하였고, 격에 관한 표기 규칙(written standard)을 마련하였다. 이는 일종의 규범(prescription)으로, 사람들이 실제로 자연스럽게 발음하고 있던 당시 현황을 반영한 것이 아닌 어떻게 쓰고 발음할 것인지에 영향을 주려고 한 시도였다. 이는 격 체계의 붕괴는 물론 남성(masculine gender)과 여성(feminine gender) 간의 엄격한 구분을 내용으로 한 것이었다. 일부 방언에서도 격의 사용이 소멸되고 있었다. 당시 많은 문법학자들은 네덜란드어를 라틴어(Latin)나 그리스어(Greek)처럼 만들고자 하였고, 그래서 심지어 탈격(ablative)과 처격(locative)처럼 인도유럽조어(印度--祖語, Proto-Indo-European) 시기 이후 네덜란드어의 조상때에도 없었던 것들을 만들려고 하였다.
18세기에 이르러, 대부분 방언의 일상 구어에서는 격 체계가 소멸하였지만 문어에서는 여전히 남아 있었다. 격 활용 규칙은 1934년 마찬트 철자법(Marchant spelling)에서 완화되어 규정되었다가, 1946~1947년 철자 개혁(1946/1947 spelling reform)에서 일부 다른 고어 표기법과 함께 폐기되었다. 개혁 이후 격 사용은 억제되었지만 여전히 표준법으로 인정하였다. 현대 네덜란드어에서는 특정 관용구(fiexd experession)에서만 보존되고 있다. 또한 고어체 느낌이 나게 할 때 사용하기도 한다.
현대 구어체에는 주격(nominative case)과 대격(accusative case)만이 존재한다. 각각을  '주격주의(nominativism)'와 '대격주의(accusativism)'이라 한다. 어떤 격이 살아있는지는 방언에 따라 다르다. 대격주의 방언에서는 남성과 여성이 구분되어 있다. 주격주의 방언에서는 두 성이 합쳐져 있다. 이는 고대의 곡용에서 주격은 남성과 여성이 같았지만 대격은 달랐던 것에서 유래한다.
- 주격주의 : 현대 표준 네덜란드어, 북부 방언 구어. 예 : de man, een man (the man, a man), de vrouw, een vrouw (the woman, a woman)
- 대격주의 : 남부 방언 구어, 특히 네덜란드와 벨기에(Belgium)에 분포하는 브라반트어(Brabantian). 예 : den/d'n man, ene(n)/'ne(n) man, de vrouw, een vrouw.

### 주격
고대 표준법에서, 주격(nominative, 네덜란드어로는 nominatief) 혹은 제1격(first case, 네덜란드어로는 eerste naamval)은 다음과 같이 활용하였다.
- 주어(Subject) : Ik ga naar school.  (I go to school)
- 보어(Complement) : Peter is piloot.  (Peter is a pilot)

### 속격
속격(genitive, 네덜란드어로는 genitief) 혹은 제2격(second case, 네덜란드어로는 tweede naamval)은 다음과 같이 활용하였다.
- 소유(Possession) : des mans hoed  (the man's hat), Peters vriend  (Peter's friend)
- 관계(Relationship) : Zoon des mensen  (Son of man), het rijk der natuur  (the realm of nature)
- 부분사(Partitive) : Eén der mensen ontbreekt.  (One of the people is missing)
- 시간(Indicating time) : 's maandags studeert ze aardrijkskunde  (Mondays she studies geography)
- 'bewust, deelachtig, gedachtig, machtig, schuldig, waardig' 등 일부 형용사
- 'zich ontfermen, zich erbarmen, gedenken, zich herinneren, zich schamen' 등 일부 동사의 보어

이러한 활용 대부분은 현대 네덜란드어에서 전치사 'van'으로 대체되었다. 일부 경우는 다른 전치사로 대체되었다.
- de hoed van de man
- het rijk van de natuur
- Eén hunner kon ontsnappen → Een van hen kon ontsnappen (One of them was able to escape)
- Ontferm u mijner → Ontferm u over mij (Have mercy on me)

인칭대명사(personal pronoun)의 (소유) 속격은 소유대명사(possessive pronoun)로 대체되었다.
- een vriend mijner (a friend of mine) → mijn vriend (my friend)

속격 소유형은 고유명사(proper name)에서는 여전히 사용한다. 이는 고대 속격 활용과는 다르다. 고대 속격의 경우, 온전한 격 체계로서 구(phrase)에서 사용하면 구에 포함되어 있는 각 단어마다 각각의 어미를 가지고 있었다. 현재는 소유형 접어(clitic)가 영어처럼 있으며, 구에서 사용할 경우, 전체 구 중에 마지막 단어에 붙인다. 예를 들어, "Jans auto" (John's car)는 현재 사용하고 있는 흔한 활용 방식이다. 그러나 일부 경우 고어형이 사용되고 있으며 특수한 양식을 자아낸다. de generatie der babyboomers 혹은 van의 사용을 피하기 위한 활용으로 자주 : de wensen van de meerderheid der Nederlandse bevolking.
형용사의 부분사 속격형은 iets, niets (something, nothing) 등의 뒤에 사용한다. 예 : iets nieuws (something new)
동명사(gerund)는 tot ... toe 구절과 같은 표현 내 속격에서도 발견된다. tot vervelens toe, (until boredom set in) tot bloedens toe (until bleeding occurred)

### 여격
여격(dative, 네덜란드어로는 datief) 혹은 제3격(third case, 네덜란드어로는 derde naamval)은 다음과 같이 활용하였다.
- 간접목적어(Indirect object) : Hij gaf hun het boek (He gave them the book)
- 전치사 te 뒤 : ter plekke (on site), ten einde (at the end)
- 비유적 의미로 전치사 뒤 : in den beginne (at the beginning)

현대 네덜란드어에서도 여격은 전치사 te (to)에 사용한다. 그러나 이 전치사 자체는 사용하지 않고 있으며, 관용구에서만 사용한다. 이러한 관용구는 원형의 여격을 유지하는 편이다. 예를 들어, 'ten slotte' (finally), 'te allen tijde' 등이다. 또한 지명 등 공간 고유명사에도 격 표시 없이 사용하고 있다. 예를 들어 "Het Rijksmuseum te Amsterdam" (The National Museum in Amsterdam)가 있다. 그러나 이런 방힉 역시 고어체에 해당한다.
'-ing' 조처를 취한 명사는 여성형으로 'ter'와 조합하며(예 : ter herdenking (to commemorate)), 일부 사용 가능하다. ter wikifiëring (to be wikified)은 현재도 사용가능하다.

### 대격
대격(accusative, 네덜란드어로는 accusatief) 혹은 제4격(fourth case, 네덜란드어로는 vierde naamval)은 다음과 같이 활용하였다.
- 직접목적어(Direct object) : Jij sloeg mij (You hit me)
- 'te' 이외의 전치사 : door mij (by me), bij hen (at their place)

대격은 타동사의 목적어, 'te'를 제외한 모든 전치사의 목적어로 남았다. 그러나 격의 구별은 네덜란드어 화자 사이에 약하게 남아있었고, 여성과 중성 곡용은 주격과 대격에서, 남성 곡용은 대격과 여격에 남았기에, 혼동이 끊임없이 이어졌다.

## 관사

### 정관사
|      | 단수      | 단수 | 단수      | 복수      |
| 남성 | 여성      | 중성 | 전체      |           |
| ---- | --------- | ---- | --------- | --------- |
| 주격 | de        | de   | het ('t)  | de        |
| 속격 | des ('s)  | der  | des ('s)  | der       |
| 여격 | den (d'n) | der  | den (d'n) | den (d'n) |
| 대격 | den (d'n) | de   | het ('t)  | de        |

괄호 안은 축약형으로, 종종 사용하지만 구어형이다.
- des morgens → 's morgens (in the morning)
- het paard → 't paard (the horse)

전치사 'te'는 다음 정관사와 결합한다. 'te den' → 'ten', 'te der' → 'ter'. 독일어 'zum'이나 'zur'와 비슷하다.
- 'te der plaatse' → 'ter plaatse' (on the spot, on site, at the scene)
- 'te den tijde' → 'ten tijde' (at the time)

### 부정관사
|      | 남성       | 여성                | 중성       |
| ---- | ---------- | ------------------- | ---------- |
| 주격 | een ('n)   | een ('n), ene ('ne) | een ('n)   |
| 속격 | eens ('ns) | ener                | eens ('ns) |
| 여격 | en ('nen)  | ener                | en ('nen)  |
| 대격 | en ('nen)  | een ('n), ene ('ne) | een ('n)   |

네덜란드어는 철자 개혁이 많이 이뤄져서, 일부는 이전과 철자가 달라졌다. 어간(stem)은 어미에 상관 없이 'een-'이었기에, 'eenen', 'eener' 등이었다. 현대 철자는 표에 나온 대로 현대 네덜란드어 정서법(Dutch orthography)대로 쓴다.
괄호 안은 축약형으로, 종종 쓰이기도 하였다. 정관사 축약형과 마찬가지로 구어에 속한다.
- een paard → 'n paard (a horse)
- een koning → 'ne koning (a king)
- eens konings → 'ns konings (a king's)
- enen koning → 'nen koning (a king)

## 명사
강변화 곡용(strong declension)과 약변화 곡용(weak declension)이 있다. 약변화 곡용은 단수 어미 '-en'에서 발생하지만, 강변화 곡용은 어미가 다르다. 19세기에 이르면 고대나 중세에 비하여 강약 차이가 중요하지 않게 되었다. 고대와 중세에는 강약 차이가 뚜렷했으나, 이후 점점 강약이 합쳐지게 되었다. 고대의 강변화 복수형이 사라지면서, 모든 명사 복수형은 약변화형이 되었다. 반대로, 명사 단수형 대부분이 약변화형에서 강변화형으로 대체되었다. 이로 인해 강약 차이는 단수형에만 해당하며, 복수형은 모두 강세형으로 통일되었다.
고어형에서는 남성, 여성, 중성 간의 차이가 엄격했다. 격이 사라진 현대에는 이러한 구분이 무의미해졌지만, 이전에는 남성 명사와 여성 명사가 다르게 격변화를 보였기에 중요하였다. 남성과 중성 명사는 같이 변화하였고 보통 강변화였으나 일부는 약변화였다. 여성은 이들과 다르게 격변화하였고 강약 구분이 없었다.
구어에서는 남성과 여성 간 차이가 사라지고 있던 중이거나 이미 소멸하였기에, 일부는 남성과 여성형 어미를 혼용하였다. 관용구 'te zijner tijd'는 여성형 여격 단수, 'destijds'는 남성형 속격 단수이다. 이런 혼동은 격이 소멸하면서 대부분 사라졌지만, 현대에도 격이 사용되는 경우 이런 혼동은 단수 통성(common gender)만 있는 구어에서 매우 자주 발생한다. 따라서 현재 사용되고 있는 남성형 어미와 여성형 어미는 대부분 거의 상호 치환이 가능하다.

### 남성 명사와 중성 명사
아래는 남성 명사와 중성 명사에 사용되었던 것이다. 여성형 고유명사에도 사용되었지만 일반 여성 명사는 다른 것을 시용하였다.

#### 강변화 명사
|      | 단수      | 복수   |
| ---- | --------- | ------ |
| 주격 | man       | mannen |
| 속격 | mans      | mannen |
| 여격 | manne/man | mannen |
| 대격 | man       | mannen |

|      | 단수       | 복수   |
| ---- | ---------- | ------ |
| 주격 | veld       | velden |
| 속격 | velds      | velden |
| 여격 | velde/veld | velden |
| 대격 | veld       | velden |

대부분은 속격 단수형에 '-s'가 있었다. 발음하기 어려운 음성조합일 때에는 '-es'가 되었다.(huis, 속격 단수 huizes) 그러나 필요없는 명사에도 종종 사용되었다. 현대 경우처럼 명사가 장모음(long vowel)으로 끝나면 어퍼스트로피(apostrophe)가 붙는다.
여격 단수 '-e'는 자주 떨어져 나갔다.
일부 남성 및 중성 명사는 여격 단수에서 여성형이 되었다. 하단의 '혼성 명사' 참조.
복수형은 '-en'이나 '-s'로 끝났다. 일부는 복수형 '-eren'('kind', 복수형 'kinderen')으로 끝난다. 현대에도 마찬가지이다.

#### 약변화 명사
일부는 단수에서 약변화 속격이 있었는데, 여기에는 주격 단수 '-e'로 끝나는 것과 명사화된 형용사(substantivised adjective)를 포함한다. 예시로는 mens (man), bode (courier), dappere ("brave one")가 있다.
|      | 단수       | 복수   |
| ---- | ---------- | ------ |
| 주격 | mens       | mensen |
| 속격 | mensen     | mensen |
| 여격 | mense/mens | mensen |
| 대격 | mens       | mensen |

|      | 단수  | 복수  |
| ---- | ----- | ----- |
| 주격 | bode  | boden |
| 속격 | boden | boden |
| 여격 | bode  | boden |
| 대격 | bode  | boden |

|      | 단수     | 복수     |
| ---- | -------- | -------- |
| 주격 | dappere  | dapperen |
| 속격 | dapperen | dapperen |
| 여격 | dappere  | dapperen |
| 대격 | dappere  | dapperen |

약변화 명사 대부분은 사람에 관한 것들로, bediende (servant) graaf (count), heer (lord), hertog (duke), knaap (lad), prins (prince),  vorst (prince)가 있다. Hart (heart)도 여기에 속한다.
현대 네덜란드어 중에 일부 유적명이나 오래된 도시명도 약변화이다. '스흐라벤하허('s-Gravenhage) 혹은 '덴하흐(Den Haag)' 즉 헤이그(The Hague), 스헤르토헨보스('s-Hertogenbosch) 혹은 '덴보스(Den Bosch)'는 원래의 약변화 속격 어미를 단어 안에 가지고 있다. 기독교의 '주님의 날(dag des Heren)'(day of the Lord) 역시 마찬가지이다.

### 여성 명사
여성 명사는 격변화가 더 단순하였다. 어미는 구분되어 있었고, 속격과 여격 단수형이 '-e'로 끝났다. 여성 고유명사는 이런 변화가 없었고 대신 강변화 남성•중성 명사처럼 변화하였다.
|      | 단수         | 복수    |
| ---- | ------------ | ------- |
| 주격 | vrouw        | vrouwen |
| 속격 | vrouwe/vrouw | vrouwen |
| 여격 | vrouwe/vrouw | vrouwen |
| 대격 | vrouw        | vrouwen |

### 혼성 명사
일부 명사는 혼성형태이다. 흔한 사례는 여성 여격 단수가 남성이나 중성을 대체하는 것이다.
- hart (heart)는 약변화 중성이나, 여격 단수 여성형을 사용하였다. (der harte)
- oor (ear)는 강변화 중성이나 여격 단수 여성형을 사용하였다. (der ore)
- uur (hour)는 강변화 중성이나, 속격 및 여격 단수 여성이었다. (der ure)
- gunst (favour)는 강변화 남성이나 여성형 속격 및 여격 단수를 사용하였다. (der gunste)
- tijd (time)는 강변화 남성이나, 여성형 속격 및 여격 단수를 사용하였다. (der tijd alongside des tijds/den tijde)
- wereld (world)는 강변화 남성이나, 속격 단수 여성형을 대체형으로 사용하기도 하였다. (des werelds 외에 der wereld)

## 형용사
현대와 같이, 형용사는 서술형 형용사(predicative adjective)와 한정형 형용사(attributive adjective)로 나뉘어져 있었다. 또한 정형변화(definite declension)와 부정형변화(indefinite declension)가 있었다. 그러나 차이는 보통 세가지였다.
- 약변화형(Weak declension) : 정형 단어가 선행. 예 : de goede man (the good man).
- 혼형(Mixed declension) : 부정형 단어가 선행. 예 : een goede man (a good man).
- 강변화형(Strong declension) : 어떤 단어도 선행하지 않음. 예 : goede man (good man).

현대 독일어에는 여전히 이런 차이가 있다. 현대 네덜란드어에는 혼형과 강변화형이 사라지고 부정형변화(indefinite declension)만 남았고, 약변화형은 정형변화(definite declension)로 남았다.
'-en'으로 끝나는 형용사(예 : houten, koperen)는 현대 네덜란드어처럼 어떤 어미도 받지 않았다.

### 약변화형
|      | 단수                 | 단수                   | 단수                  | 복수                                 |
|      | 남성                 | 여성                   | 중성                  | 전부                                 |
| ---- | -------------------- | ---------------------- | --------------------- | ------------------------------------ |
| 주격 | de goede man         | de goede vrouw         | het goede/goed kind   | de goede mannen, vrouwen, kinderen   |
| 속격 | des goeden mans      | der goede vrouwe/vrouw | des goeden kinds      | der goede mannen, vrouwen, kinderen  |
| 여격 | den goeden manne/man | der goede vrouwe/vrouw | den goeden kinde/kind | den goeden mannen, vrouwen, kinderen |
| 대격 | den goeden man       | de goede vrouw         | het goede/goed kind   | de goede mannen, vrouwen, kinderen   |

### 혼합형
|      | 단수                      | 단수                    | 단수                       | 복수                                   |
|      | 남성                      | 여성                    | 중성                       | 전부                                   |
| ---- | ------------------------- | ----------------------- | -------------------------- | -------------------------------------- |
| 주격 | een goede man             | een/ene goede vrouw     | een goed kind              | vele goede mannen/vrouwen/kinderen     |
| 속격 | eens goeden mans          | ener goede vrouwe/vrouw | eens goeden kinds          | veler goede mannen, vrouwen, kinderen  |
| 여격 | een/enen goeden manne/man | ener goede vrouwe/vrouw | een/enen goeden kinde/kind | velen goeden mannen, vrouwen, kinderen |
| 대격 | een/enen goeden man       | een/ene goede vrouw     | een goed kind              | vele goede mannen, vrouwen, kinderen   |

부정관사에서 '-en'과 '-e'로 끝나는 남성과 여성은 문어에서도 자주 탈락되었다. 그러나, 'een, geen, mijn, uw, zijn, hun', 그리고 'haar'의 어미 '-en'과 '-e'는 1946~1947년 개혁때까지 공문서에 엄격하게 남아있었다.

### 강변화형
|      | 단수             | 단수                | 단수              | 복수                             |
|      | 남성             | 여성                | 중성              | 전부                             |
| ---- | ---------------- | ------------------- | ----------------- | -------------------------------- |
| 주격 | goede man        | goede vrouw         | goed kind         | goede mannen, vrouwen, kinderen  |
| 속격 | goeden mans      | goeder vrouwe/vrouw | goeden kinds      | goeder mannen, vrouwen, kinderen |
| 여격 | goeden manne/man | goeder vrouwe/vrouw | goeden kinde/kind | goeden mannen, vrouwen, kinderen |
| 대격 | goeden man       | goede vrouw         | goed kind         | goede mannen, vrouwen, kinderen  |

중성 단수에는 호격이 있었다. Lieve kind (Sweet child). 그러나 이는 널리 쓰이지 않았으며 주격이 대신 사용되었다.

## 대명사•한정사
대명사와 한정사는 대부분 강변화 형용사 변화를 따랐다. iemand, iets, elkaar 등의 형용사는 명사처럼 변화하였고 속격에는 '-s'만 있었지 다른 어미는 없었다. 불규칙형은 다음과 같다.

### 인칭대명사
독특하게도 현대 네덜란드어는 인칭대명사 격 활용이 있다. 고어형은 현대형과 같으며, 현대 목적어형(object form)은 여격과 대격 모두 사용 가능하며, 주어형(subject form)은 주격에 사용가능하다. 속격에서 소유 한정사(possessive determiner)는 사용하지만, '-er'로 끝나는 소유격의 속격을 사용하는 대명사형도 있다.
예외적으로 3인칭 복수에서 'hen'이 대격형이지만 'hun'은 여격형이었다.

### 소유한정사
소유한정사는 강변화 형용사처럼 변화한다. 현대 네덜란드어에서 이들은 'ons'를 제외하고는 격변화하지 않는다.
현대 네덜란드어처럼 소유사(possessive)가 명사로 사용되면 격변화를 달리했다. 이런 변화는 단수에서의 강세형 격변화와 같았지만. 대부분 '-e'를 붙였다. 복수에서는 강변화 형용사 변화가 사용되었지만 중성 주격/여격은  '-en'이 아닌 '-e'만 사용했다.
|      | 단수      | 단수      | 단수      | 복수        |
|      | 남성      | 여성      | 중성      | 전부        |
| ---- | --------- | --------- | --------- | ----------- |
| 주격 | de mijne  | de mijne  | het mijne | de mijne(n) |
| 속격 | des mijns | der mijne | des mijns | der mijner  |
| 여격 | den mijne | der mijne | den mijne | den mijnen  |
| 대격 | den mijne | de mijne  | het mijne | de mijne(n) |

### 지시사
근접대명사(proximal pronoun) deze:
|      | 단수  | 단수  | 단수  | 복수  |
|      | 남성  | 여성  | 중성  | 전부  |
| ---- | ----- | ----- | ----- | ----- |
| 주격 | deze  | deze  | dit   | deze  |
| 속격 | dezes | dezer | dezes | dezer |
| 여격 | dezen | dezer | dezen | dezen |
| 대격 | dezen | deze  | dit   | deze  |

원격대명사(distal pronoun) die:
|      | 단수  | 단수 | 단수  | 복수 |
|      | 남성  | 여성 | 중성  | 전부 |
| ---- | ----- | ---- | ----- | ---- |
| 주격 | die   | die  | dat   | die  |
| 속격 | diens | dier | diens | dier |
| 여격 | dien  | dier | dien  | dien |
| 대격 | dien  | die  | dat   | die  |

의문대명사(interrogative pronoun) 'wie' (who)는 같은 방식으로 변화한다.

## 역사
다른 인도유럽조어(Indo-European languages)처럼 네덜란드어도 명사 어형(nominal morphology)을 종합어(synthetic language)에서 분석어(analytic language)로 변화시켜 왔다. 영어에 비하면 원형의 격체계가 더 남아 있지만, 독일어에 비하면 적다. 현대 네덜란드어 명사와 관사는 격에 따라 굴절핮 않지만, 20세기 중반까진 정교한 격변화가 문어에는 있었다. 게다가 성(surname), 지명, 관용구에는 관사와 명사의 굴절형이 지금도 남아 있다.

### 중세
중세 네덜란드어(Middle Dutch)에서, 격체계는 존재하였으며, 현대 독일어와 유사하다 아래는 강변화 굴절(strong inflection)이다.

(adjective clein = small, noun worm = worm, daet = deed/action, broot = (loaf of) bread)
| 격   | 남성              | 남성               | 여성             | 여성              | 중성              | 중성               |
| 수   | 단수              | 복수               | 단수             | 복수              | 단수              | 복수               |
| ---- | ----------------- | ------------------ | ---------------- | ----------------- | ----------------- | ------------------ |
| 주격 | die cleine worm   | die cleine worme   | die cleine daet  | die cleine dade   | dat cleine broot  | die cleine brode   |
| 대격 | den cleinen worm  | die clene worme    | die cleine daet  | die cleine dade   | dat cleine broot  | die cleine brode   |
| 속격 | des cleins worms  | der cleiner worme  | der cleiner daet | der cleiner dade  | des cleins broots | der cleiner brode  |
| 여격 | den cleinen worme | den cleinen wormen | der cleiner daet | den cleinen daden | den cleinen brode | den cleinen broden |

### 16~18세기
15새기 북부 방언에서는 이미 명사와 관사의 주격과 대격의 구분이 사라졌다. 르네상스 시기 이후, 고급화를 위하여 네덜란드어가 라틴어(Latin)를 본따 격체계가 확장되어야 한다는 시각이 확산되었다. 16세기 유명 문법학자 헨드릭 로렌스준 스피겔(Hendrik Laurenszoon Spiegel, Hendrik Louwerisz. Spieghel)은 1584년 출판한 문법책 Twe-spraack van de Nederduitsche Letterkunst [Dialogue on the Low German art of letters]에서 네덜란드어 개혁 및 표준화를 시도하였다. 특히 스피겔은 정관사 'de'와 'den'에 대해, 'de'는 주어, 'den'은 목적어로 구별을 두고자 하였다. (이 경우, 남성과 여성 명사 차이는 없다. 'des heers', 'den here' (남성) 외에 'des vrouws', 'den vrouwe' (여성)가 있다.)
오늘날도 사용되는 복수 인칭대명사 hun (간접목적어)과 hen (직접목적어)은 De Nederduytsche spraec-konst ofte tael-beschrijvinghe [The Low German speech-art or language-description] (1633년 출판)을 쓴 크리스티엔 판 횔(Christiaen van Heule)이 고안했다. 같은 맥락에서 남성과 여성 명사는 엄격히 유지되지만, 북부 방언에서는 이런 구분들이 간신히 흐릿하게 남아 있게 되었다. 그러나 남부 네덜란드에서는 구분이 존재하였고 오늘날에도 이어지고 있다. 시인 요스트 판 덴 폰델(Joost van den Vondel)과 피터 코르넬리스준 후프트(Pieter Corneliszoon Hooft, Pieter Cornelisz. Hooft)는 명사에 성(gender)을 주여하는 것에 반대하기도 했다. 이들은 라틴어, 독일어, 기타 자신들이 괜찮다 생각한 언어의 단어들의 성에 따라 같은 뜻의 네덜란드어 단어에 제멋대로 붙이기도 했다. 문법학자 다비드 판 후흐스트라텐(David van Hoogstraten)은 저서 Aenmerkingen over de Geslachten der Zelfstandige Naemwoorden [Comments on the genders of the independent nouns] (1700)에서 시인들이 붙인 성을 그대로 적용했다. 이에 본델과 후프트 본인은 반대했지만, 판 후흐스트라텐은 자신이 택한대로 명사에 성을 부여하였다. 이러한 단어의 '성별목록'은 점차 확산, 교수 아드리안 클라위트(Adriaan Kluit, 1735–1807)는 판 후흐스트라텐의 작업을 교정하였다. 클라위트의 목록은 19세말 20세기초 네덜란드어 활용 실상에 기반이 되었다.

### 19~20세기
17~18세기에도 이러한 인위적인 수정작업이 지속되었지만, 실제 사용에 있어서의 변화는 19세기에 이르러서야 나타났다. 1865년 야콥 판 레네프(Jacob van Lennep)는 저서 De vermakelijke spraakkunst [The amusing art of language]에서 문어에서 보이는 격체계의 엄격성에 대하여 비판하였다. 그는 격체계가 구어에서 거의 사용되지 않는다고 지적하였다. 19세기에 이르면, 네덜란드어가 라틴어나 그리스어, 독일어처럼 굴절성 있는 고전 언어라는 인식은 점차 사라졌고, 어순(word order)이 문법관계 규정에 있어 훨씬 중요한 역할을 한다고 인식하였다.Roeland Anthonie Kollewijn (1857–1942)은 네덜란드어 전반에 걸친 급진적인 철자개혁을 주장하였다. 동시에, 데 브리스-테 빙켈 철자법(De Vries–Te Winkel spelling)에 따라 확장된 격체계가 문어에서 유지되고 있었다. 하단 표는 19세기 말 20세기 초 문어의 격변화를 보여준다. 강변화 굴절형만 제시되어 있다.
| 격         | 남성               | 여성              | 중성               |
| ---------- | ------------------ | ----------------- | ------------------ |
| 주격(단수) | de kleine worm     | de kleine daad    | het kleine brood   |
| 속격(단수) | des kleinen worms  | der kleine daad   | des kleinen broods |
| 여격(단수) | den kleinen worm   | de kleine daad    | het kleine brood   |
| 대격(단수) | den kleinen worm   | de kleine daad    | het kleine brood   |
| 주격(복수) | de kleine wormen   | de kleine daden   | de kleine broden   |
| 속격(복수) | der kleine wormen  | der kleine daden  | der kleine broden  |
| 여격(복수) | den kleinen wormen | den kleinen daden | den kleinen broden |
| 대격(복수) | de kleine wormen   | de kleine daden   | de kleine broden   |

### 20세기말 ~ 현재
콜레베인(Kollewijn)의 철자 간략화 제안은 효과적인 격 체계 폐기를 내용으로 하였다. 1934년 교육부 장관 헨드릭 피터 마찬트(Hendrik Pieter Marchant)는 이 제안을 일선 학교에 사용하기로 결정했다. 더 이상 학교에서는 격 어미를 가르치지 읺았다. 콜레베인의 철자는 1946년과 1947년 각각 벨기에와 네덜란드 정주에서 공식 채택하였다.
1946/1947년 이후, 하나의 격만 남았고, 단복수 구분만이 남았다.
 형용명사(adjective noun)에서는 -n이 사라졌다.
| 수 \ 성 | 남성             | 여성            | 중성             |
| ------- | ---------------- | --------------- | ---------------- |
| 단수    | de kleine worm   | de kleine daad  | het kleine brood |
| 복수    | de kleine wormen | de kleine daden | de kleine broden |

관용구 등에서 고어의 격체계가 여전히 남아 있으나, 더 큰 문제가 남아 있다. 한 예는 합성어(compound) 조어이다. 'bijenkorf' (beehive)와 같이, 현대 네덜란드어에서 한 합성어의 두 부분은 보통 '-e-', '-en-'이나 '-s-'로 연결된다. 역사적으로 이러한 연결부는 고어의 속격 어미에서 유래한 것이다. 특히 언제 '-e-'를 쓰는지 혹은 '-en-'을 쓰는지 모르는 경우가 빈번하다. 격을 만드는 체계에 대해 모르기 때문이다. 1995년과 2006년 새로운 철자 규칙을 도입, 단어의 역사적 발전 내력과의 관계를 무시하고 만드는 방식이 채택되었다.

## 같이 보기
- 네덜란드어
- 네덜란드어 문법
- 독일어